# Suavegothe
Suavegothe ou Suavegotha est une reine franque, en tant que seconde épouse de Thierry Ier, rois des Francs à Metz de 511 à 534. Elle est issue de la famille royale de Burgondie.

## Biographie
Elle n'est connue que par deux textes du Moyen Âge, le premier de Grégoire de Tours (539 † 594) qui précise que Thierry Ier a épousé une fille de Sigismond, roi des Burgondes, sans nommer cette fille, et le second de Flodoard (894 † 966) qui mentionne une reine du nom de Suavegothe qui fait son testament pendant l'épiscopat de Mapinius, évêque de Reims de 549 à 573,.
Le roi Sigismond s'est marié deux fois, une première fois vers 495 avec Ostrogotha, fille de Théodoric le Grand, roi des Ostrogoths, puis avec une servante de cette dernière, vers 520. Cela place la naissance de Suavegothe après 495. Christian Bouyer situe cette naissance en 504 sans que l'on connaisse les raisons de cette précision. Compte tenu du mariage de ses parents, son propre mariage est postérieur à 507, et probablement vers 516 ou 517, date à laquelle Grégoire de Tours mentionne cet événement. Pour Charles Cawley, le décès de Suavegothe intervient après 549. Christian Bouyer le situe en 555, sans que l'on sache pourquoi.
De son mariage avec Thierry Ier, elle laisse une fille Théodechilde, mariée successivement à deux rois des Warnes, Hermengisel, puis Radegis.

### Sources primaires
« Gondebaud étant mort, son fils Sigismond fut mis en possession de son royaume, et édifia avec une soigneuse industrie le monastère de Saint-Maurice, où il construisit des bâtiments d’habitation et une basilique. Après avoir perdu sa première femme, fille de Théodoric, roi d’Italie, dont il avait eu un fils nommé Sigeric, il en épousa une autre qui, selon l’ordinaire des belles-mères, commença à prendre son fils très fort en haine, et à élever des querelles avec lui. Il arriva qu’en un jour de cérémonie, le jeune homme, reconnaissant sur elle des vêtements de sa mère, lui dit, irrité de colère : Tu n’étais pas digne de porter sur tes épaules ces habits que l’on sait avoir appartenu à ma mère ta maîtresse. Elle alors transportée de fureur, excita son mari par des paroles trompeuses, en lui disant : Ce méchant aspire à posséder ton royaume, et quand il t’aura tué, il compte l’étendre jusqu’à l’Italie, afin de posséder à la fois le royaume de son aïeul Théodoric en Italie et celui-ci. Il sait bien que, tant que tu vivras, il ne peut accomplir ce dessein, et que si tu ne tombes, il ne saurait s’élever. Poussé par ce discours et d’autres du même genre, et prenant conseil de sa cruelle épouse, Sigismond devint un cruel parricide, car voyant l’après-midi son fils appesanti par le vin, il l’engagea à dormir ; et pendant son sommeil, on lui passa derrière le cou un mouchoir, qu’on lia au-dessous du menton ; deux domestiques le tirèrent à eux chacun de son côté, et ils l’étranglèrent. Aussitôt que cela fut fait, le père, déjà touché de repentir, se jeta sur le cadavre inanimé de son fils, et commença à pleurer amèrement. Sur quoi, à ce qu’on a rapporté, un vieillard lui dit : Pleure désormais sur toi qui, par de méchants conseils, es devenu un très barbare parricide ; car pour celui-ci que tu as fait périr innocent, il n’a pas besoin qu’on le pleure. Cependant Sigismond s’étant rendu à Saint-Maurice y demeura un grand nombre de jours dans le jeûne et les larmes, à prier pour obtenir son pardon ; il y fonda un chant perpétuel, et retourna à Sion, la vengeance divine le poursuivant pas à pas. Le roi Théodoric épousa sa fille »

— Grégoire de Tours, Histoire des Francs, Livre 3.

« Romain fut successeur de saint Rémi à Romain succéda Flave et après eux vint Mapin, à qui la puissance royale concéda quelques terres pour être ensuite possédées par l'église de Reims. Nous trouvons aussi que du temps du même Mapin, la reine Savegotte légua par testament à l'église de Reims un tiers du village de Vierzi et que l'évêque en laissa l’usufruit à Teudechilde fille de Savegotte, pendant sa vie sauf tous les droits de l'église, et seulement sous cette condition qu'à sa mort la propriété retournerait à l'église sans aucun préjudice des améliorations que la reine y aurait faites. Plus tard, sous le pontificat d'Aegidius, Teudechilde en mourant laissa par testament quelques terres à l'église de Reims »

— Flodoard, Histoire de l'Eglise de Reims, livre II, chapitre 1.

### Sources secondaires
- Christian Bouyer, Dictionnaire des Reines de France, Paris, Librairie Académique Perrin, 1992, 348 p. (ISBN 2-262-00789-6).
- Christian Settipani, La Préhistoire des Capétiens (Nouvelle Histoire généalogique de l'auguste maison de France, vol. 1), Villeneuve-d'Ascq, éd. Patrick van Kerrebrouck, 1993, 545 p. (ISBN 978-2-95015-093-6).